# Lugal-Kitun
Lugal-Kitun di Unug (... – 2510 a.C. circa) è il 12º e ultimo lugal della prima dinastia di Uruk.
La Lista dei re sumeri lo pone dopo Mesh-He e gli assegna 36 anni di regno, si crede dal 2546 a.C. alla morte. La sua storicità non è però del tutto accertata.
Dopo di lui si conclude la I dinastia di Uruk. Come recita la Lista dei re sumeri, infatti, Quindi Unug [Uruk] fu sconfitta e la regalità fu assunta da Urim [Ur].